# MechWarrior 4: Black Knight
MechWarrior 4: Black Knight è un videogioco pubblicato da Microsoft il 30 novembre del 2001 per Microsoft Windows. Si tratta della prima espansione di MechWarrior 4: Vengeance, entrambi simulazioni di pilotaggio di mech (con visuale in prima o in terza persona), ricavati dal gioco da tavolo BattleTech, dell'editore FASA.

## Trama
L'ambientazione generale è quella di BattleTech, dove l'umanità ha colonizzato una larga porzione di Via Lattea, poi suddivisa in Stati interstellari controllati da dinastie nobiliari guerrafondaie. In conseguenza di ciò, la galassia è divenuta teatro di ostilità interminabili. I mech detti BattleMech, macchine imponenti e avanzate, in genere antropomorfe, condotte da un'élite di piloti chiamati MechWarrior, sono determinanti sui campi di battaglia. 
Kentares IV, uno dei numerosi mondi della Inner Sphere, è in stato in agitazione politica da quando il nobile Ian Dresari ha preso legittimo possesso del trono ducale, dopo il successo della campagna di liberazione dalle forze di occupazione Steiner.

Infatti, in seguito ad una massiccia campagna di disinformazione operata con estrema perizia dalla Casata degli Steiner, ampi disordini sono scoppiati. Costoro, si sono subdolamente mossi per far apparire il giovane duca come il responsabile della distruzione delle città del pianeta e dell'uccisione di numerosi civili innocenti.

Come risultato, parte della popolazione di Kentares IV si è ribellata contro il loro duca, accusandolo di tirannia.
Dopo anni di fedele servizio come uno dei comandanti dei Soli Confederati, Eric McClair si è trovato di fronte al tribunale militare della Casata Davion, in seguito ad una disputa con un ufficiale superiore: egli ha disobbedito all'ordine diretto di ritirarsi, scegliendo di avanzare dietro le linee nemiche per salvare la vita ad un pilota colpito (poi deceduto per le ferite riportate), commettendo in questo modo, una grave violazione della catena di comando.

McClair è prosciolto dalle accuse di insubordinazione, ma viene comunque colpito da provvedimento di congedo.

Caduto in disgrazia e senza occupazione, si rivolge alla Black Knight Legion del colonnello Michael Lawhorn. La Legione non è altro che una compagnia di MechWarrior mercenari (che pilotano BattleMech, ovvero mastodontici robot da guerra), con una spiccata reputazione per la ricerca spietata del profitto.
Onorando un contratto ottenuto dalla Legione, McClair riporta subito un successo contro le scorrerie di un gruppo di pirati verso le spedizioni di minerali della Corvatti Corporation (una società interplanetaria), su di un planetoide, avamposto minerario in proprietà agli Steiner.

In seguito alla vittoria, la Legione viene contattata da un ufficiale di collegamento Steiner, il maggiore Clarissa Dupree, il quale offre al colonnello Lawhorn (per conto di Katherine Steiner-Davion) un contratto per la riconquista di Kentares IV. Lawhorn accetta l'incarico.
Intanto McClair sale rapidamente i ranghi della Legione, diventando comandante in seconda del colonnello Lawhorn, nonché suo confidente.
Attraversando zone desertiche, montuose, urbane e vulcaniche di Kentares IV, McClair e la Legione sono testimoni della guerra civile in atto. Essi riportano, al fianco della milizia Steiner, una sequela di successi sulle forze fedeli al duca Dresari (McClair uccide il MechWarrior Casey Nolan, commilitone di Ian sin dai tempi della Resistenza contro gli Steiner e i loro sostenitori).

Con un voltafaccia, Dupree ordina alla milizia Steiner di annientare la Black Knight Legion. Il colonnello Lawhorn ed il suo ufficiale tattico vengono uccisi. Dupree accusa il duca Dresari per il tradimento, sostenendo che questi si sia accordato con gli Steiner per disperazione, nel tentativo di fermare la Legione. Il comando della compagnia mercenaria viene preso da McClair, il quale giura vendetta per l'assassinio di Lawhorn (egli adotta il nome di battaglia del colonnello, "Black Knight").
L'odio di McClair si manifesta dapprima sul duca Dresari. Fronteggia Ian e i suoi luogotenenti, Jules Gonzalez e Jen McQuarrie, abbattendo i loro mech e proclamando la morte del nobile. Per McClair, ora è giunto il momento di rivalersi sul maggiore Dupree per il suo tradimento. Dopo averlo rintracciato sul pianeta Voltrat III, procede ad annientare il battaglione di stanza su quel mondo. Ma Dupree attira in un'imboscata i gregari di McClair, quindi affronta in modo diretto, il loro nuovo comandante. Sconfitto, il maggiore tenta di fuggire a bordo di una capsula di salvataggio, con destinazione una Nave da Sbarco Steiner in orbita, attorno al pianeta. Il colonnello McClair, uccide Dupree distruggendo la sua capsula, quindi, reclama Voltrat III come proprietà della Legione (allo scopo di farne la base per le proprie future operazioni).

## Modalità di gioco
Cinque nuovi modelli di BattleMech sono stati aggiunti in MechWarrior 4: Black Knight.

### Campaign
La campagna singleplayer consta di oltre 20 missioni. Con il progredire del gioco, più BattleMech (suddivisi in quattro categorie: leggeri, medi, pesanti e d'assalto), armi e protezioni attive, vengono messe a disposizione del giocatore. Nelle sessioni che precedono le operazioni, è possibile sostituire il mech da pilotare, gli armamenti, tipologia di armatura, i sistemi difensivi elettronici e la mimetizzazione con cui equipaggiarlo (tutte queste opzioni sono disponibili anche per i BattleMech dei gregari che accompagnano il giocatore in battaglia).
Prima di quasi ogni missione, è possibile accedere al mercato clandestino "Black Market", concludendo transazioni per l'acquisto e la vendita di mech, telai ed armi trafugati dai campi di battaglia (tutto ciò in aperta violazione delle norme restrittive in vigore negli "Stati Successori", le grandi nazioni interstellari che formano la Inner Sphere).

### Instant Action
In "Instant Action", sono disponibili le seguenti modalità singleplayer:
- Mission Play. Questa modalità permette di rigiocare a missioni della Campagna, scegliendo fra ambientazioni diurne o notturne e facendosi accompagnare da un massimo di tre gregari.
- Training. È la modalità propedeutica alla Campagna.
- Wave. Modalità che consente di battagliare contro ondate cicliche di nemici (fino ad un massimo di quattro per incursione). Qui, è possibile impostare preventivamente livello di difficoltà, ora del giorno, scenario, numero di vite e di assalti da rintuzzare.
- Master Trials. Qui, tutti i parametri della missione vengono generati casualmente dal gioco.

### Multiplayer
Il gioco presenta cinque modalità multiplayer:
- Absolute Attrition. A squadre o individuale, in questa modalità di combattimento, il punteggio viene assegnato sulla base di una combinazione fra danni inflitti e quelli subiti, prendendo in considerazione anche il tonnellaggio dei mech e il cosiddetto "fuoco amico". In generale, maggiore è il tonnellaggio del mech colpito, più elevato sarà il punteggio attribuito.
- Mech Strongholds. Solo a squadre, qui è necessario annientare il nemico e distruggerne il quartier generale. Alla formazione del punteggio contribuisce anche il numero di mech abbattuti dal giocatore e dalla propria squadra.
- Siege Assault. Solo a squadre, il meccanismo del punteggio è basato sulla difesa a tempo (e sulla demolizione) delle rispettive postazioni di comando. I punti vengono attribuiti considerando anche l'abbattimento di nemici o la perdita di mech alleati.
- Goliaths. Solo a squadre, in questa particolare modalità multiplayer, un manipolo di BattleMech d'assalto si difende dall'attacco di un numero elevato di mech leggeri e medi. Il punteggio varia in base agli abbattimenti e ai danni subiti. L'incidenza del punteggio assegnato varia anche in correlazione al tonnellaggio del mech sconfitto.
- Clan versus Inner Sphere. Due squadre (una della Inner Sphere e l'altra rappresentante i Clan) si affrontano. A ciascuna è concesso d'impiegare unicamente gli armamenti della propria "tradizione militare". Come in Absolute Attrition, il punteggio viene attribuito in base ad un rapporto fra danni e tonnellaggio del mech. Il fuoco amico causa la revoca di punti.